# Tirumurej
Tirumurej (tamil. திருமுறை Tirumuṟai) – kanon religijny tamilskiego śiwaizmu, zawierający utwory o różnej długości i charakterze powstałe w okresie VI-XII w.
Autorami części zawartych w Tirumurej utworów są najanmarowie. 11 z 12 ksiąg skompilował na przełomie XI i XII wieku Nambi Andar Nambi (tamil. நம்பி ஆண்டார் நம்பி Nampi Āṇṭār Nampi), także autor kilku hymnów zawartych w 11. księdze. Później dodano jako 12. księgę Wielką Puranę Sekkilara (tamil. சேக்கிழார் Cēkkiḻār), co ostatecznie zakończyło redakcję kanonu.
Teksty zawarte w Tirumurej do dziś pełnią w Tamilnadu funkcję tekstów liturgicznych, stosowanych zarówno w rytuałach świątynnych, jak i domowych. Jednocześnie, choć dla wyznawców wartość estetyczna utworu często pełni funkcję drugorzędną, wiele zawartych w kanonie utworów reprezentuje sobą bardzo wysoką wartość artystyczną.

## Księgi Tirumurej
| Księga | Utwory                                                      | Autor                                                   |
| ------ | ----------------------------------------------------------- | ------------------------------------------------------- |
| I      | Tewaram (tamil. தேவாரம் Tēvāram)                               | Sambandar (tamil. சம்பந்தர் Campantar)                     |
| II     | Tewaram (tamil. தேவாரம் Tēvāram)                               | Sambandar (tamil. சம்பந்தர் Campantar)                     |
| III    | Tewaram (tamil. தேவாரம் Tēvāram)                               | Sambandar (tamil. சம்பந்தர் Campantar)                     |
| IV     | Tewaram (tamil. தேவாரம் Tēvāram)                               | Appar (tamil. அப்பர் Appar)                               |
| V      | Tewaram (tamil. தேவாரம் Tēvāram)                               | Appar (tamil. அப்பர் Appar)                               |
| VI     | Tewaram (tamil. தேவாரம் Tēvāram)                               | Appar (tamil. அப்பர் Appar)                               |
| VII    | Tewaram (tamil. தேவாரம் Tēvāram)                               | Sundarar (tamil. சுந்தரர் Cuntarar)                        |
| VIII   | Tiruwasaham (tamil. திருவாசகம் Tiruvācakam)                     | Manikkawasahar (tamil. மணிக்கவாசகர் Maṇikkavācakar)         |
| VIII   | Tirukkowajar (tamil. திருக்கோவையார் Tirukkōvaiyār)                 | Manikkawasahar (tamil. மணிக்கவாசகர் Maṇikkavācakar)         |
| IX     | Tiruwisejppa (tamil. திருவிசைப்பா Tiruvicaippā) – zbiór 28 hymnów | Tirumalihejttewar (tamil. திருமாளிகைத்தேவர் Tirumāḷikaittēvar)  |
| IX     | Tiruwisejppa (tamil. திருவிசைப்பா Tiruvicaippā) – zbiór 28 hymnów | Sendanar (tamil. சேந்தனார் Cēntaṉār)                        |
| IX     | Tiruwisejppa (tamil. திருவிசைப்பா Tiruvicaippā) – zbiór 28 hymnów | Karuwurttewar (tamil. கருவூர்த்தேவர் Karuvūrttēvar)           |
| IX     | Tiruwisejppa (tamil. திருவிசைப்பா Tiruvicaippā) – zbiór 28 hymnów | Pundurutti Nambi (tamil. பூந்துருத்தி நம்பி Pūnturutti Nampi)   |
| IX     | Tiruwisejppa (tamil. திருவிசைப்பா Tiruvicaippā) – zbiór 28 hymnów | Kandaradittar (tamil. காண்டராதித்தர் Kāṇṭarātittar)           |
| IX     | Tiruwisejppa (tamil. திருவிசைப்பா Tiruvicaippā) – zbiór 28 hymnów | Wenattadihal (tamil. வேணாட்டடிகள் Vēṇāṭṭaṭikaḷ)              |
| IX     | Tiruwisejppa (tamil. திருவிசைப்பா Tiruvicaippā) – zbiór 28 hymnów | Tiruwalijamundanar (tamil. திருவாலியமுதனார் Tiruvāliyamutaṉār) |
| IX     | Tiruwisejppa (tamil. திருவிசைப்பா Tiruvicaippā) – zbiór 28 hymnów | Purudottama Nambi (tamil. புருடோத்தம நம்பி Puruṭōttama Nampi) |
| IX     | Tiruwisejppa (tamil. திருவிசைப்பா Tiruvicaippā) – zbiór 28 hymnów | Sedirijar (tamil. சேதிரியார் Cētiriyār)                      |
| X      | Tirumandiram (tamil. திருமந்திரம் Tirumantiram)                  | Tirumular (tamil. திருமூலர் Tirumūlar)                      |
| XI     | 40 utworów                                                  | 12 poetów                                               |
| XII    | Wielka Purana (tamil. பெரியபுராணம் Periyapurāṇam)                | Sekkilar (tamil. சேக்கிழார் Cēkkiḻār)                        |